# Сома Морґенштерн
Соломон Морґенштерн, або Сома Морґенштерн (3 травня 1890, Буданів, Східна Галичина, Австро-Угорщина (нині Тернопільський район Тернопільської області) — 17 квітня 1976, Нью-Йорк, США) — юрист, журналіст «Frankfurter Zeitung», музичний критик, письменник, автор трилогії «Funken im Abgrund» («Іскри в безодні», писав у період від 1930 до 1945 року), один з романів якої називається «Sohn des verlohrenen Sohnes» («Син блудного сина»), а також книжки про свого друга Йозефа Рота «Joseph Roths Flucht und Ende» та інших творів.

## Життєпис

### Ранні роки
Сома (Соломон) Морґенштерн народився в сім'ї подільських євреїв Сари та Абрама Морґенштернів. Батько на час народження Соми — п'ятої дитини — був купцем, походив із давньої родини вчених (що були і кабалістами). Мати теж належала до релігійної родини купців. Сома виріс у атмосфері родинного тепла й любові, мав сильний зв'язок з батьком, і впродовж усього життя так і не зміг пережити його ранню втрату, коли 1908 року Абрам Морґенштерн загинув, упавши з коня.
У 6-річному віці сім'я переїхала до рідного села Абрама Морґенштерна Лошнева біля Теребовлі. У 1895—1896 роках Сома вчиться у місцевій українській школі. Пізніше родина переселилася до села Бурканів, де Сома відвідував польську школу. Згодом сім'я знову переселилася до іншого села, у трилогії романів Соми «Іскри в безодні» це село з'являється під назвою Доброполе, де молодший син Морґенштернів став учнем уже польсько-української сільської школи, в якій навчався аже до вступу до гімназії в Тернополі.
1908 року Сома Морґенштерн відвідав театр у Львові, вирішив стати театральним критиком. У цей період він також захопився західною філософією, відбувається ревізія релігійних поглядів.
1909 року стається знакова подія: Соломон був у Львові як делегат на конференції гімназійних студентів-сіоністів, де знайомиться з Йозефом Ротом, з яким вони у результаті стають близькими друзями.
1912 року Сома з відзнакою і з правом вступу до вищого навчального закладу складає випускні іспити у гімназії. Вступає на юридичний факультет до Віденського університету. Після двох семестрів переводиться до Львівського університету і продовжує навчання там.
Сома також брав участь у Першій світовій війні в австрійській піхоті в Сербії та Угорщині. Після підготовки для офіцерів у Темесварі (сучасна Тімішоара в Румунії) працював агентом із закупівлі коней для армії. 1918 року переїхав до Відня. На війні в російському полоні помер брат Соми Самуїл Моргенштерн. Після розпаду Австро-Угорської імперії Сома отримує польське громадянство, продовжує вивчати право та мріє стати драматургом. У Відні Моргенштерн перебував у компанії Йозефа Рота, давав приватні уроки.

### Європейський період
1921 року Сома закінчив Віденський університет.

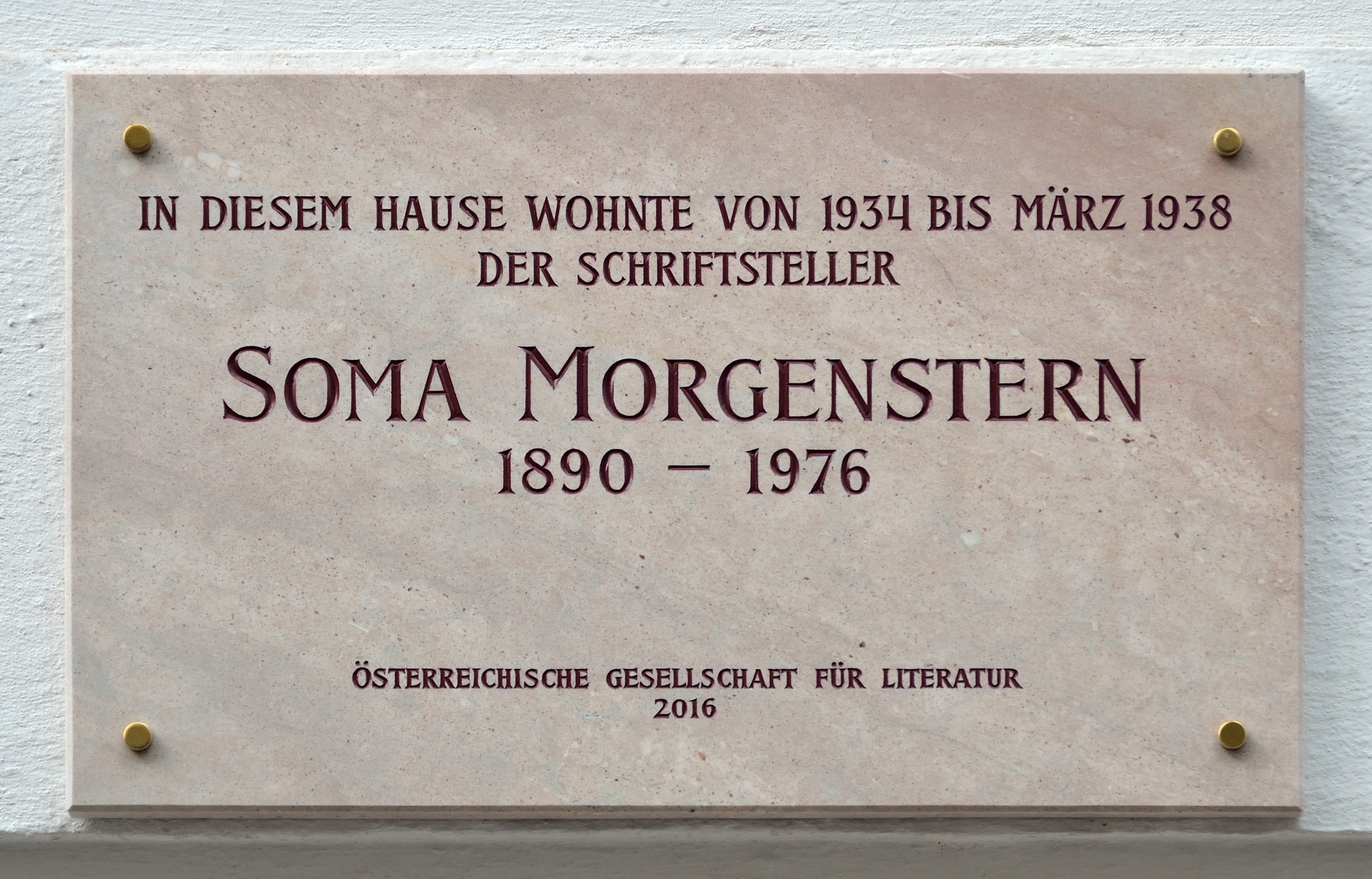
Меморіальна дошка для на честь Моргенштерна. Вулиця Belvederegasse, 10, Відень.

У 1921—1922 роках Моргенштерн як драматург пише виставу «ER oder ER», у 1922—1923 роках — «Im Dunstkreis», працює журналістом, пише для німецьких газет «Berliner Tagblatt» та «Vossische Zeitung» і до видання «Die Literatur». Став асистентом Макса Райнгардта в «Театрі в Йозефштадті» (Theater in der Josefstadt). 1926 року планував тут дебютну виставу «Im Dunstkreis», працював над третьою п'єсою — «Imago». Цього ж року переїхав до Берліна, 1927 року переходить до газети «Frankfurter Zeitung» і переїжджає до Франкфурта. 1928 року повертається до Відня як культурний оглядач «Frankfurter Zeitung».
1930 року письменник починає роботу над романом «Син блудного сина». 1932 року — на німецькій радіостанції «Südfunk» представляє радіо-шоу «Профіль держави Австрія».
1933 року, з приходом до влади Гітлера, Сому звільняють з «Frankfurter Zeitung», 1934 року він втік до Парижу, де продовжив працювати над романом. Згодом повернувся до Відня, де працював над трилогією «Idyll im Exil». 1935 року завершує роботу над романом «Син блудного сина», у грудні того ж року 4 тисячі примірників було надруковано в Берліні у друкарні Еріха Райса. Книжка отримує широкий розголос і схвальні відгуки.
1938 року в день аншлюсу Сома їде до Парижу з Йозефом Ротом. Його дружина з сином Даном змушені залишитися у Відні через хворобу сина. Цього ж року він завершує другу частину трилогії, намагається її видати в Амстердамі у друкарні «Allert de Lange». Отримавши оплату за книгу, оплачує переїзд дружини з сином до Копенгагена, 1943 року родина письменника переїжджає до Швеції.
За сприяння Томаса Манна Сома отримав ґрант від Американської гільдії підтримки німецької культурної свободи, він починає працювати над третьою частиною трилогії «Заповіт блудного сина». Морґенштерн не можу отримати візу до Данії, тому 1939 року дружина з сином відвідують його в Парижі. У жовтні 1939 року Сома їде до табору в Монтаржі.
1940 року стає членом Exile-P.E.N. (його підтримали Стефан Цвейґ, Йозеф Рот та Герман Кестен). Після окупації Франції німцями, 22 травня, Сому заарештували французькі поліціянти, помістивши до табора в Бретані, згодом Сома з віденським фізиком Альфредом Рейсом тікає з табору, але згодом його знову заарештували й помістили до табору в Марселі.
1941 року через Касабланку їде до Лісабона, де отримує виїзну візу США, куди прибуває 15 квітня. Через втечі він втратив велику частину своєї бібліотеки, рукописів, щоденників і кореспонденції та документів.

### В США
1946 року виходить англомовний переклад «Сина блудного сина» (переклали Джозеф Лівшіч та Пітер Гросс), тоді ж письменник отримує громадянство США. 1947 року дружина з сином переїжджають до нього, виходить друга частина трилогії — «Ідилія у вигнанні» під назвою «У пастиря мого батька», третя частина, «Заповіт блудного сина», в перекладі вийшла 1950 року. Того ж року Сома мандрує до Європи, відвідує в Ізраїлі сестру Клару Шварц.
1955 року почав працювати над автобіографією, видання «В інші часи», працював над нею до останніх днів, не встигнувши підготувати книгу до друку. Більшість розділів написано в другій половині 50-х та в 60-х роках.
1957 року вдруге відвідує Європу, 1959 року отримує компенсацію від Німеччини. 1963 року в Берліні виходить «Заповіт блудного сина». 1965 року починає працювати над романом «Der Tod ist ein Flop». 1968 року втретє востаннє їде до Європи.
17 квітня 1976 року Морґенштерн помер у лікарні Рузвельта в Нью-Йорку.

### В Україні
В 2019 році вийшов друком переклад українською мовою автобіографії «В інші часи», перекладач Галина Петросаняк.
26 травня 2019 року в Буданові відбулася офіційна церемонія відкриття пам'ятника Сомі Моргенштерну (скульптор Володимир Цісарик).

## Сім'я
1928 року Сома вступив у цивільний шлюб з Інґеборґ фон Кленау, 1929 року в них народився син.
Брат Мозеса загинув у Бухенвальді, мати й сестра Гела також загинули у концентраційних таборах 1942 року. Інша сестра — Клара Шварц. Батько Абрам Морґенштерн загинув 1908 року.